# Shravasti (Distrikt)
Der Distrikt Shravasti (auch Shrawasti oder Savatthi, Hindi श्रावस्ती ज़िला, Urdu شراوستی ضلع) ist ein in der historischen Region Avadh (Oudh) gelegener überwiegend ländlicher Distrikt im Norden des indischen Bundesstaats Uttar Pradesh. Verwaltungszentrum ist die ca. 30.000 Einwohner zählende Stadt Bhinga.

## Geografie
Der Distrikt Shravasti liegt zwischen den südlichen Ausläufern des Himalaya-Vorlandes und der Gangesebene. Die durchschnittliche Höhe beträgt zwischen 110 und 145 m. Die durchschnittliche jährliche Niederschlagsmenge liegt bei ca. 1300 mm, von der jedoch etwa 90 % während der sommerlichen Monsunzeit fallen. Der von Nordwesten kommende Rapti ist der einzige größere Fluss Distrikts.
Nachbardistrikte sind Distrikt Bahraich im Westen und Südwesten, Balrampur im Osten und Gonda im Südosten; im Norden grenzt der Distrikt an Nepal.

## Verwaltungsgliederung
Der Distrikt Shravasti ist in drei Verwaltungsbezirke (tehsils oder subdivisions) unterteilt: Bhinga, Ikauna und Jamunaha. Er besteht aus den beiden Kleinstädten Bhinga (ca. 30.000) und Ikauna (ca. 15.000) und ca. 500 kleineren und größeren Dörfern.

## Bevölkerung
Die folgende Tabelle zeigt die Bevölkerungsentwicklung der letzten Jahrzehnte.
| Jahr        | 1971     | 1981     | 1991     | 2001     | 2011      |
| Einwohner   | 444.754  | 543.835  | 672.898  | 855.985  | 1.117.361 |
| Veränderung | +10,85 % | +22,28 % | +23,73 % | +27,21 % | +30,54 %  |

Hindus dominieren in den Dörfern auf dem Lande (etwa 85 %); in den Städten lebt eine deutlich höhere Zahl von Moslems (etwa 35 %). In der Dekade zwischen 2001 und 2011 wuchs die Bevölkerung um ca. 30 % auf etwa 1,12 Millionen an, wobei der männliche Bevölkerungsanteil den der weiblichen um etwa 13 % übersteigt. Gut 96 % der Bevölkerung lebt in den Dörfern auf dem Lande; durchschnittlich ca. 55 % der Menschen (in den ländlichen Regionen auch mehr) gelten als Analphabeten. Die Mehrheit der Bevölkerung spricht Hindi.

## Wirtschaft
Der größte Teil der Fläche des Distrikts Shravasti ist immer noch in hohem Maße landwirtschaftlich geprägt. Im gesamten Distrikt gibt es nur einen Bahnhof von geringerer Bedeutung (Chilwariya); die beiden wichtigsten Bahnhöfe befinden sich in den Städten Gonda und Bahraich.

## Geschichte

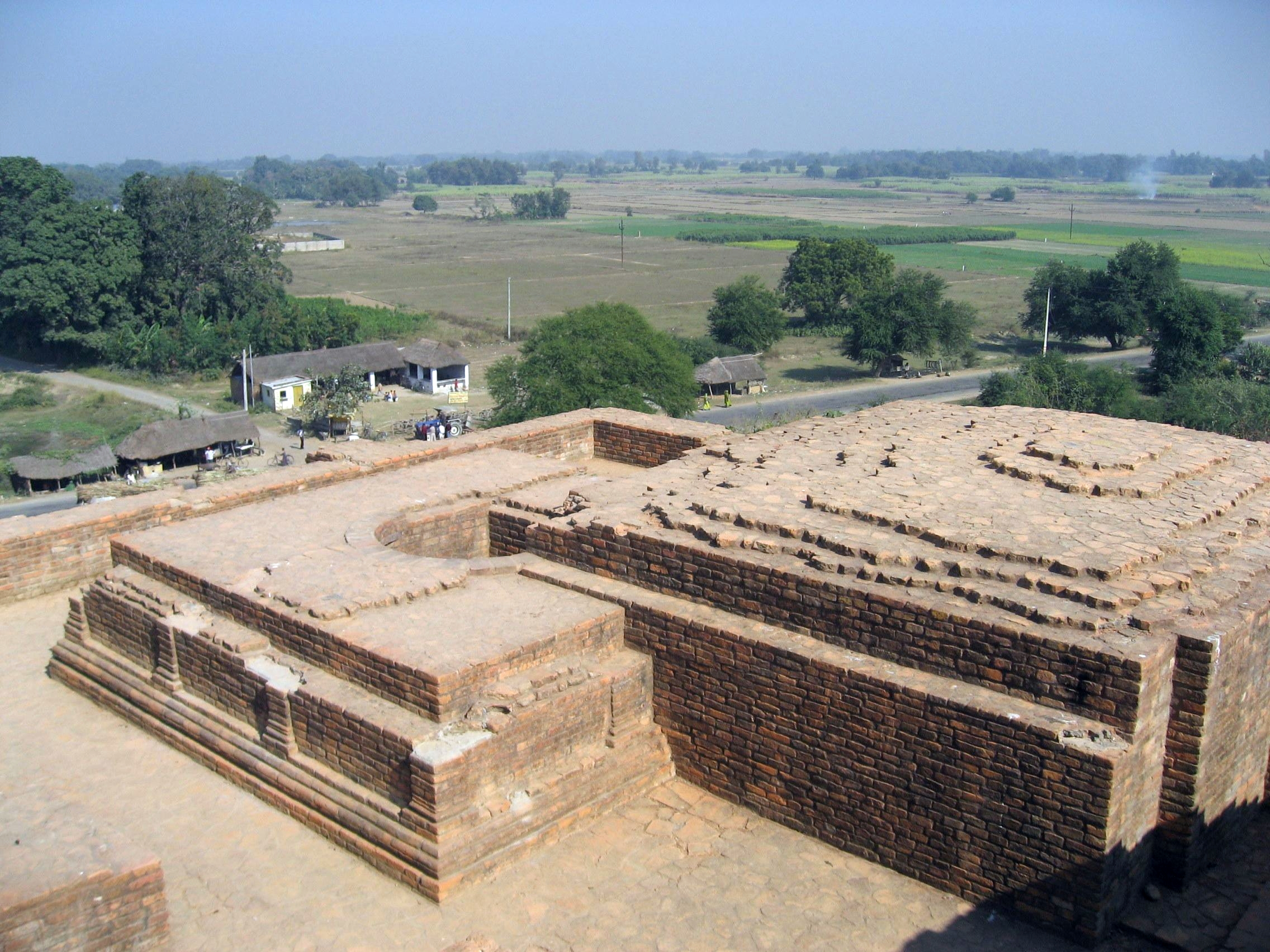
Blick vom Orajhar-Stupa über das weitgehend flache Land und die Felder

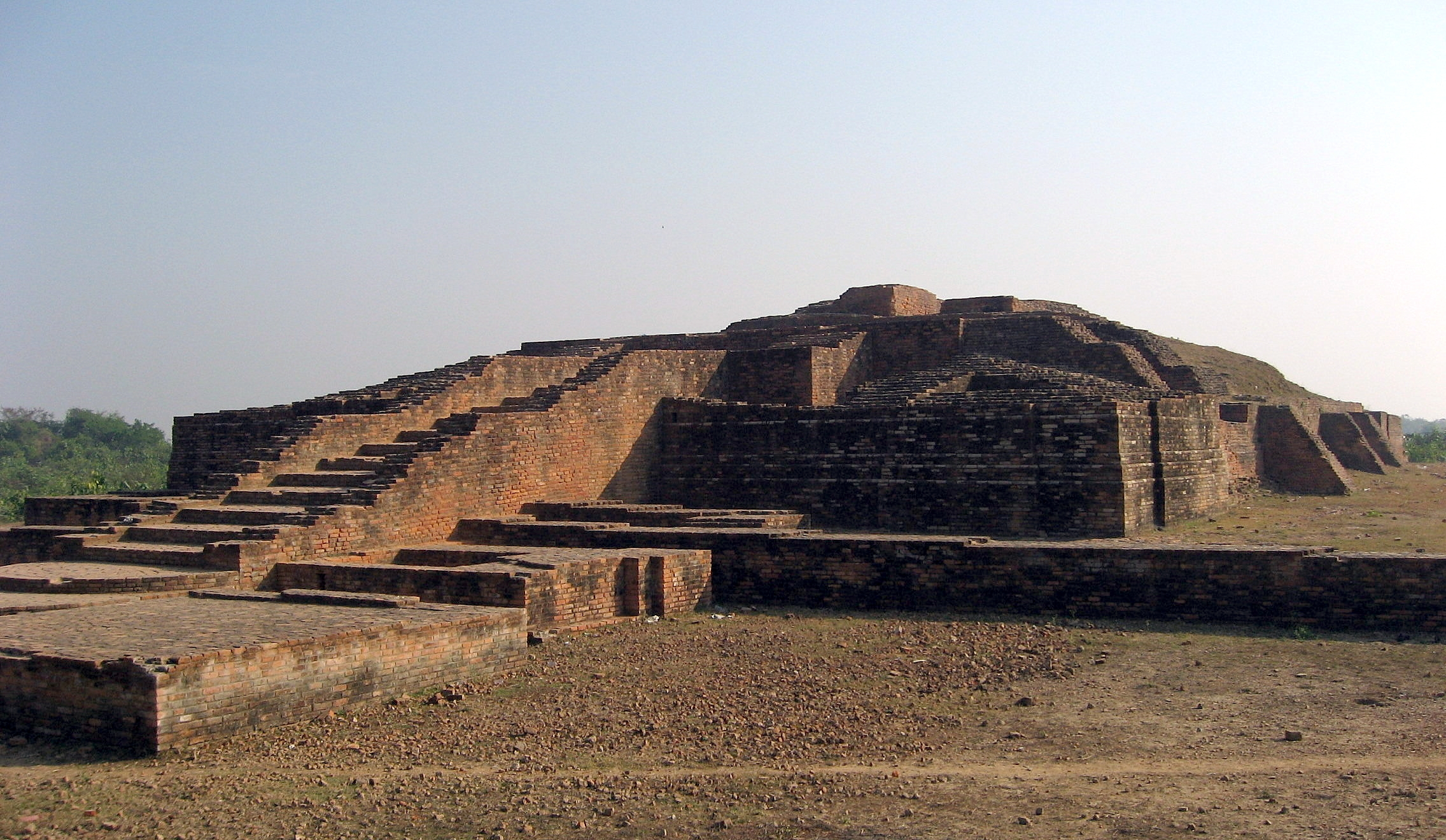
Anathapindika-Stupa

Die fruchtbare Gegend um Shravasti war bereits zur Zeit Buddhas und des angeblich hier geborenen Jain-Tirthankaras Sambhavanatha eine wirtschaftlich und politisch bedeutende Region im Kosala-Reich, das jedoch schon bald vom Magadha-Reich abgelöst wurde, aus welchem sich im 3. Jahrhundert. v. Chr. das Maurya-Reich entwickelte. Im 4./5. Jahrhundert n. Chr. kam die Region zum Gupta-Reich, welches später von den Königen der Kalachuri-Dynastie abgelöst wurde. Im Hochmittelalter (ab 1206) übernahm das Sultanat von Delhi nominell die Oberhoheit und ab 1526 stand das Gebiet unter der Kontrolle des Mogul-Reiches. Während dessen Niedergang nach dem Tod Aurangzebs (1707) gründeten die Gouverneure (subahdars oder nawabs) ein de facto unabhängiges Staatsgebilde, welches im Jahr 1856 unter britische Oberherrschaft kam. Nach der Unabhängigkeit Indiens (1947) entstand der Bundesstaat Uttar Pradesh. Im Mai 1996 wurde der Distrikt Shravasti durch Abtrennung vom Distrikt Bahraich geschaffen.

## Sehenswürdigkeiten
In der Umgebung der Stadt Shravasti hielt sich einst während der alljährlichen Monsunzeiten Buddha auf. Hier soll er – 7 Jahre nach seiner Erleuchtung in Bodhgaya – das sogenannte „Doppelwunder“ (yamaka-pātihāriya) vollbracht haben, während dem aus seinen Schultern Flammen emporstiegen und aus seinen Füßen ein Wasserstrom entsprang. Hier entstanden – vielleicht noch zu seinen Lebzeiten – mehrere Mönchsklöster. Später kamen Stiftungen zahlreicher größerer und kleinerer Stupas hinzu, deren Bau jedoch im 4./5. Jahrhundert endete; auch die älteren Bauten wurden nicht mehr gepflegt und verfielen allmählich. Im 19. und 20. Jahrhundert legten britische Archäologen die von Erde bedeckten Überreste frei. In den letzten Jahrzehnten des 20. Jahrhunderts entstanden etliche moderne Monumente, darunter auch eine ca. 25 m hohe Statue des Erleuchteten.
Mehrere alte und neue Jain-Tempel sind ebenfalls von touristischem Interesse.